# John White Howell

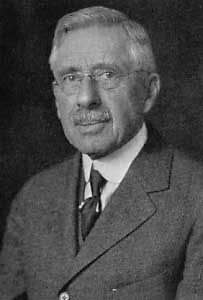
John White Howell

John White Howell (* 22. Dezember 1857 in New Brunswick, New Jersey; † 28. Juli 1937) war ein amerikanischer Elektroingenieur.
Der Sohn von Sohn von Martin Armstrong und Abigail Lucetta (Stout) Howell besuchte das College of the City of New York (1874–76), das Rutgers College (1876–1878) und das Stevens Institute of Technology (1878–1881), wo er seine Dissertation Economy of Electric Lighting by Incandescence schrieb.
1881 trat er in die Entwicklungsabteilung des Edison-Labors in Menlo Park ein und arbeitete an der photometrischen Messung und Prüfung von Glühlampen und Entwicklung von Methoden und Verfahren für deren Herstellung. 1885 veröffentlichte er die Ergebnisse zu seinen umfangreichen Tests der Lampenlebensdauer.
Als Edison 1890 wieder einmal einen Patentprozess führte, argumentierten die Anwälte der US Electric Lighting Company, dass Edisons Patent aus dem Jahre 1880 ungültig sei, da man anhand der in der Patentschrift beschriebenen Materialien und Methoden  die Lampenherstellung nicht reproduzieren könne. Nachdem zwei von Edisons Labor-Techniker bei dem Versuch gescheitert waren,  wurde Howell damit betraut. Es gelang ihm, für das Gericht 30–40 funktionierende „tar putty“ Kohlefadenlampen herzustellen.
Von 1893  bis zu seiner Pensionierung im Jahre 1931 war er Chefingenieur der Edison Lamp Works.